# Gacé
Gacé és un municipi francès situat al departament de l'Orne i a la regió de Normandia. L'any 2007 tenia 2.110 habitants.

## Demografia

### Població
El 2007 la població de fet de Gacé era de 2.110 persones. Hi havia 938 famílies de les quals 361 eren unipersonals (158 homes vivint sols i 203 dones vivint soles), 277 parelles sense fills, 211 parelles amb fills i 89 famílies monoparentals amb fills.
La població ha evolucionat segons el següent gràfic:
Habitants censats

### Habitatges
El 2007 hi havia 1.120 habitatges, 952 eren l'habitatge principal de la família, 52 eren segones residències i 117 estaven desocupats. 767 eren cases i 342 eren apartaments. Dels 952 habitatges principals, 415 estaven ocupats pels seus propietaris, 526 estaven llogats i ocupats pels llogaters i 11 estaven cedits a títol gratuït; 24 tenien una cambra, 88 en tenien dues, 226 en tenien tres, 302 en tenien quatre i 311 en tenien cinc o més. 576 habitatges disposaven pel capbaix d'una plaça de pàrquing. A 498 habitatges hi havia un automòbil i a 236 n'hi havia dos o més.

### Piràmide de població
La piràmide de població per edats i sexe el 2009 era:
| Homes | Edats   | Dones |
| ----- | ------- | ----- |
| 0     | 95 o +  | 20    |
| 16    | 90 a 94 | 20    |
| 8     | 85 a 89 | 44    |
| 20    | 80 a 84 | 36    |
| 52    | 75 a 79 | 76    |
| 48    | 70 a 74 | 84    |
| 88    | 65 a 69 | 76    |
| 48    | 60 a 64 | 60    |
| 28    | 55 a 59 | 36    |
| 68    | 50 a 54 | 48    |
| 40    | 45 a 49 | 52    |
| 76    | 40 a 44 | 60    |
| 64    | 35 a 39 | 64    |
| 48    | 30 a 34 | 48    |
| 84    | 25 a 29 | 52    |
| 64    | 20 a 24 | 96    |
| 52    | 15 a 19 | 56    |
| 52    | 10 a 14 | 72    |
| 40    | 5 a 9   | 36    |
| 44    | 0 a 4   | 56    |

## Economia
El 2007 la població en edat de treballar era de 1.159 persones, 809 eren actives i 350 eren inactives. De les 809 persones actives 670 estaven ocupades (351 homes i 319 dones) i 139 estaven aturades (60 homes i 79 dones). De les 350 persones inactives 128 estaven jubilades, 72 estaven estudiant i 150 estaven classificades com a «altres inactius».

### Ingressos
El 2009 a Gacé hi havia 934 unitats fiscals que integraven 1.991,5 persones, la mediana anual d'ingressos fiscals per persona era de 14.501 €.

### Activitats econòmiques
Dels 158 establiments que hi havia el 2007, 3 eren d'empreses extractives, 10 d'empreses alimentàries, 1 d'una empresa de fabricació de material elèctric, 1 d'una empresa de fabricació d'elements pel transport, 5 d'empreses de fabricació d'altres productes industrials, 16 d'empreses de construcció, 36 d'empreses de comerç i reparació d'automòbils, 8 d'empreses de transport, 15 d'empreses d'hostatgeria i restauració, 1 d'una empresa d'informació i comunicació, 14 d'empreses financeres, 6 d'empreses immobiliàries, 15 d'empreses de serveis, 17 d'entitats de l'administració pública i 10 d'empreses classificades com a «altres activitats de serveis».
Dels 52 establiments de servei als particulars que hi havia el 2009, 1 era una oficina d'administració d'Hisenda pública, 1 gendarmeria, 1 oficina de correu, 6 oficines bancàries, 1 funerària, 6 tallers de reparació d'automòbils i de material agrícola, 1 taller d'inspecció tècnica de vehicles, 2 autoescoles, 5 paletes, 1 guixaire pintor, 3 fusteries, 4 lampisteries, 1 electricista, 5 perruqueries, 2 veterinaris, 1 agència de treball temporal, 6 restaurants, 3 agències immobiliàries, 1 tintoreria i 1 saló de bellesa.
Dels 19 establiments comercials que hi havia el 2009, 3 eren supermercats, 3 fleques, 4 carnisseries, 1 una peixateria, 2 botigues d'electrodomèstics, 1 una botiga d'electrodomèstics, 1 una botiga de mobles, 1 una botiga de material de revestiment de parets i terra, 1 una perfumeria i 2 floristeries.
L'any 2000 a Gacé hi havia 6 explotacions agrícoles.

## Equipaments sanitaris i escolars
El 2009 hi havia 2 farmàcies i 3 ambulàncies.
El 2009 hi havia 2 escoles elementals. Gacé disposava de 2 col·legis d'educació secundària amb 362 alumnes.

## Poblacions més properes
El següent diagrama mostra les poblacions més properes.